# Ланглуа (Орегон)
Ланглуа (англ. Langlois) — переписна місцевість (CDP) в США, в окрузі Каррі штату Орегон. Населення — 196 осіб (2020).

## Географія
Ланглуа розташована за координатами 42°55′33″ пн. ш. 124°27′11″ зх. д. / 42.92583° пн. ш. 124.45306° зх. д. (42.925901, -124.453177).  За даними Бюро перепису населення США в 2010 році переписна місцевість мала площу 3,69 км², уся площа — суходіл.

## Демографія
Згідно з переписом 2010 року, у переписній місцевості мешкало 177 осіб у 97 домогосподарствах у складі 49 родин. Густота населення становила 48 осіб/км².  Було 109 помешкань (30/км²).
Расовий склад населення:
| - 97,2 % — білих - 1,1 % — азіатів - 0,6 % — корінних американців |

До двох чи більше рас належало 0,6 %. Частка іспаномовних становила 3,4 % від усіх жителів.
За віковим діапазоном населення розподілялося таким чином: 14,7 % — особи молодші 18 років, 58,2 % — особи у віці 18—64 років, 27,1 % — особи у віці 65 років та старші. Медіана віку мешканця становила 54,1 року. На 100 осіб жіночої статі у переписній місцевості припадало 98,9 чоловіків;  на 100 жінок у віці від 18 років та старших — 93,6 чоловіків також старших 18 років.
За межею бідності перебувало 53,7 % осіб, у тому числі 0,0 % дітей у віці до 18 років та 79,5 % осіб у віці 65 років та старших.
Цивільне працевлаштоване населення становило 20 осіб. Основні галузі зайнятості: транспорт — 100,0 %.